# Brandon Slay
Brandon Slay (Texas, Estados Unidos, 14 de octubre de 1975) es un deportista estadounidense especialista en lucha libre olímpica donde llegó a ser campeón olímpico en Sídney 2000.

## Carrera deportiva
En los Juegos Olímpicos de 2000 celebrados en Sídney ganó la medalla de oro en lucha libre olímpica de pesos de hasta 76 kg, por delante del luchador surcoreano Moon Eui-jae (plata) y del turco Adem Bereket (bronce).